# 8733 Ohsugi
8733 Ohsugi (tên chỉ định: 1996 YB1) là một tiểu hành tinh vành đai chính. Nó được phát hiện bởi Takao Kobayashi ở Ōizumi Observatory ở Ōizumi, Gunma Prefecture, Nhật Bản, ngày 20 tháng 12 năm 1996. Nó được đặt theo tên Takashi Ohsugi, a Japanese scientist và director of the Hiroshima Astrophysical Science Center.